# ZDA na Svetovnem prvenstvu v hokeju na ledu 2009
ZDA na Svetovnem prvenstvu v hokeju na ledu 2009 ED, ki je potekalo med 24. aprilom in 10. majem 2009 v švicarskih mestih Bern in Kloten. 

## Postava
- Selektor: Ron Wilson (pomočnika: Scott Gordon in Joe Sacco)
- Vratarji: Robert Esche, Al Montoya
- Branilci: Keith Ballard, Jack Johnson, Zach Bogosian, Matt Niskanen, Ron Hainsey, Peter Harrold, John Michael Liles, Ryan Suter
- Napadalci: Kyle Okposo, Patrick O'Sullivan, Nick Foligno, Drew Stafford, Lee Stempniak, Dustin Brown (kapetan), Ryan Shannon, Colin Wilson, David Backes, Colin Stuart, Jason Blake, T.J. Oshie

## Tekme

### Skupinski del
| 25. april 2009 | ZDA | 4 – 2 | Latvija | PostFinance Arena, Bern |

| Poročilo tekme | Poročilo tekme                                                          | Poročilo tekme         | Poročilo tekme                            | Poročilo tekme                                             |
| -------------- | ----------------------------------------------------------------------- | ---------------------- | ----------------------------------------- | ---------------------------------------------------------- |
| Začetek: 16:15 | J. Johnson 11:15 D. Stafford 31:13 J. Johnson 35:31 P. O'Sullivan 46:03 | ( 1 – 1, 2 – 1, 1 – 0) | 04:40 (PP1) H. Vasiļjevs 26:39 M. Karsume | Gledalci: 7.840 Sodnika: Ole Hansen Sodnika: Danny Kurmann |

| 27. april 2009 | ZDA | 6 – 1 | Avstrija | PostFinance Arena, Bern |

| Poročilo tekme | Poročilo tekme | Poročilo tekme         | Poročilo tekme    | Poročilo tekme                                                   |
| -------------- | --- | ---------------------- | ----------------- | ---------------------------------------------------------------- |
| Začetek: 16:15 | D. Brown 15:11 D. Stafford 31:04 P. O'Sullivan 40:25 J. Blake (PP2) 47:56 L. Stempniak (PP1) 52:06 M. Niskanen (PP2) 55:55 | ( 1 – 0, 1 – 1, 4 – 0) | 34:26 M. Peintner | Gledalci: 3.779 Sodnika: Vladimir Sindler Sodnika: Derek Zalaski |

| 29. april 2009 | Švedska | 6 – 5 (OT) | ZDA | PostFinance Arena, Bern |

| Poročilo tekme | Poročilo tekme | Poročilo tekme                | Poročilo tekme                                                                                    | Poročilo tekme                                           |
| -------------- | --- | ----------------------------- | ------------------------------------------------------------------------------------------------- | -------------------------------------------------------- |
| Začetek: 20:15 | M. Weinhandl (PP1) 25:07 M. Nilson 26:42 M. Johansson 48:46 N. Persson (SH1) 52:45 M. Weinhandl 56:19 D. Tärnström 61:59 | ( 0 – 1, 2 – 2, 3 – 2, 1 - 0) | 14:11 P. O'Sullivan 29:58 (PP2) J. Liles 37:26 (PP2) R. Shannon 44:06 R. Shannon 48:20 J. Johnson | Gledalci: 9.876 Sodnika: Peter Orszag Sodnika: Jyri Rönn |

### Kvalifikacijski krog
| 1. maj 2009 | ZDA | 6 – 2 | Francija | PostFinance Arena, Bern |

| Poročilo tekme | Poročilo tekme | Poročilo tekme   | Poročilo tekme                                  | Poročilo tekme                                             |
| -------------- | --- | ---------------- | ----------------------------------------------- | ---------------------------------------------------------- |
| Začetek: 20:15 | K. Okposo (PP1) 04:02 D. Backes (PP2) 10:38 R. Shannon 24:51 K. Ballard 27:29 P. O'Sullivan 30:31 J. Johnson (PP2) 49:55 | ( 2-0, 3-2, 1-0) | 29:41 (PP1) Y. Treille 31:47 (PP1) P. Bellemare | Gledalci: 4.213 Sodnika: Ole Hansen Sodnika: Sami Partanen |

| 2. maj 2009 | Rusija | 4 – 1 | ZDA | PostFinance Arena, Bern |

| Poročilo tekme | Poročilo tekme                                                                            | Poročilo tekme         | Poročilo tekme     | Poročilo tekme                                             |
| -------------- | ----------------------------------------------------------------------------------------- | ---------------------- | ------------------ | ---------------------------------------------------------- |
| Začetek: 20:15 | O. Saprikin (PP1) 05:01 A. Perežogin (PP1) 09:51 S. Mozjakin 17:06 A. Radulov (PP1) 21:36 | ( 3 – 1, 1 – 0, 0 – 0) | 03:16 L. Stempniak | Gledalci: 10.230 Sodnika: Jyri Rönn Sodnika: Derek Zalaski |

| 4. maj 2009 | ZDA | 3 - 4 (OT) | Švica | PostFinance Arena, Bern |

| Poročilo tekme | Poročilo tekme                                                 | Poročilo tekme                | Poročilo tekme                                                   | Poročilo tekme                                                    |
| -------------- | -------------------------------------------------------------- | ----------------------------- | ---------------------------------------------------------------- | ----------------------------------------------------------------- |
| Začetek: 20:15 | R. Hainsey (PP1) 25:57 C. Higgins 35:08 R. Hainsey (PP2) 39:48 | ( 0 - 1, 3 - 1, 0 - 1, 0 - 1) | 09:42 (PP2) A. Ambühl 31:03 R. Lemm 49:42 M. Plüss 60:13 R. Wick | Gledalci: 10.317 Sodnika: Peter Orszag Sodnika: Daniel Piechaczek |

### Četrtfinale
| 6. maj 2009 | Finska | 2 – 3 | ZDA | PostFinance Arena, Bern |

| Poročilo tekme | Poročilo tekme                          | Poročilo tekme         | Poročilo tekme                                        | Poročilo tekme                                                   |
| -------------- | --------------------------------------- | ---------------------- | ----------------------------------------------------- | ---------------------------------------------------------------- |
| Začetek: 20:15 | N. Kapanen (PP1) 20:57 H. Hyvönen 37:50 | ( 0 – 0, 2 – 3, 0 – 0) | 30:31 (PP1) D. Brown 32:11 T. J. Oshie 34:19 R. Suter | Gledalci: 9.334 Sodnika: Daniel Piechaczek Sodnika: Brent Reiber |

### Polfinale
| 8. maj 2009 | Rusija | 3 – 2 | ZDA | PostFinance Arena, Bern |

| Poročilo tekme | Poročilo tekme                                             | Poročilo tekme         | Poročilo tekme                 | Poročilo tekme                                                    |
| -------------- | ---------------------------------------------------------- | ---------------------- | ------------------------------ | ----------------------------------------------------------------- |
| Začetek: 16:15 | I. Kovalčuk 31:20 A. Frolov 34:25 K. Gorovikov (PP1) 58:13 | ( 0 – 0, 2 – 2, 1 – 0) | 23:46 D. Brown 38:03 K. Okposo | Gledalci: 11.057 Sodnika: Brent Reiber Sodnika: Marcus Vinnerbörg |

### Tekma za bronasto medaljo
| 10. maj 2009 | Švedska | 4 – 2 | ZDA | PostFinance Arena, Bern |

| Poročilo tekme | Poročilo tekme                                                                                        | Poročilo tekme         | Poročilo tekme                           | Poročilo tekme                                                 |
| -------------- | --- | ---------------------- | ---------------------------------------- | -------------------------------------------------------------- |
| Začetek: 16:00 | L. Eriksson (PP1) 33:24 T. Mårtensson (PP2) 35:57 C. Gunnarsson (PP1) 49:00 J. Oduya (PP2) 59:59 (EN) | ( 0 – 0, 2 – 1, 2 – 1) | 25:14 (PP1) J. Johnson 42:15 J. Pavelski | Gledalci: 11.249 Sodnika: Rafail Kadirov Sodnika: Brent Reiber |

## Seznam reprezentantov s statistiko

### Vratarji
| #  | Igralec         | OT | OMIN | PG | PGT  | KM | PPPG | PSHG |
| 30 | Scott Clemensen | 4  | 0    | 0  | 0    | 0  | 0    | 0    |
| 31 | Robert Esche    | 9  | 480  | 25 | 3,12 | 2  | 13   | 1    |
| 35 | Al Montoya      | 5  | 60   | 2  | 2,00 | 0  | 2    | 0    |
| -- | --------------- | -- | ---- | -- | ---- | -- | ---- | ---- |

### Drsalci
| #  | Igralec             | OT | DG | DA | TOČ | DGT  | DAT  | DPPG | DPPGT | DSHG | DSHGT | KM |
| 2  | Keith Ballard       | 9  | 1  | 2  | 3   | 0,11 | 0,22 | 0    | 0     | 0    | 0     | 2  |
| 3  | Jack Johnson        | 9  | 5  | 2  | 7   | 0,55 | 0,22 | 2    | 0,22  | 0    | 0     | 10 |
| 4  | Zach Bogosian       | 9  | 0  | 1  | 1   | 0    | 0,11 | 0    | 0     | 0    | 0     | 2  |
| 5  | Matt Niskanen       | 9  | 1  | 2  | 3   | 0,11 | 0,22 | 1    | 0,11  | 0    | 0     | 2  |
| 6  | Ron Hainsey         | 9  | 2  | 4  | 6   | 0,22 | 0,44 | 2    | 0,22  | 0    | 0     | 2  |
| 7  | Peter Harrold       | 3  | 0  | 0  | 0   | 0    | 0    | 0    | 0     | 0    | 0     | 0  |
| 8  | Joe Pavelski        | 5  | 1  | 1  | 2   | 0,2  | 0,2  | 0    | 0     | 0    | 0     | 0  |
| 9  | Kyle Okposo         | 9  | 2  | 3  | 5   | 0,22 | 0,33 | 1    | 0,11  | 0    | 0     | 10 |
| 12 | Patrick O'Sullivan  | 9  | 4  | 3  | 7   | 0,44 | 0,33 | 0    | 0     | 0    | 0     | 6  |
| 15 | John-Michael Liles  | 9  | 1  | 8  | 9   | 0,11 | 0,88 | 1    | 0,11  | 0    | 0     | 2  |
| 17 | Nick Foligno        | 9  | 0  | 2  | 2   | 0    | 0,22 | 0    | 0     | 0    | 0     | 4  |
| 18 | Christopher Higgins | 6  | 1  | 0  | 1   | 0,17 | 0    | 0    | 0     | 0    | 0     | 2  |
| 20 | Ryan Suter          | 9  | 1  | 2  | 3   | 0,11 | 0,22 | 0    | 0     | 0    | 0     | 8  |
| 21 | Drew Stafford       | 9  | 2  | 1  | 3   | 0,22 | 0,11 | 0    | 0     | 0    | 0     | 6  |
| 22 | Lee Stempniak       | 9  | 2  | 0  | 2   | 0,22 | 0    | 1    | 0,11  | 0    | 0     | 6  |
| 23 | Dustin Brown        | 9  | 3  | 5  | 8   | 0,33 | 0,55 | 1    | 0,11  | 0    | 0     | 8  |
| 26 | Ryan Shannon        | 9  | 3  | 0  | 3   | 0,33 | 0    | 1    | 0,11  | 0    | 0     | 2  |
| 33 | Colin Wilson        | 9  | 0  | 2  | 2   | 0    | 0,22 | 0    | 0     | 0    | 0     | 2  |
| 42 | David Backes        | 9  | 1  | 4  | 5   | 0,11 | 0,44 | 1    | 0,11  | 0    | 0     | 33 |
| 49 | Colin Stuart        | 4  | 0  | 0  | 0   | 0    | 0    | 0    | 0     | 0    | 0     | 4  |
| 55 | Jason Blake         | 9  | 1  | 3  | 4   | 0,11 | 0,33 | 1    | 0,11  | 0    | 0     | 4  |
| 74 | T.J. Oshie          | 9  | 1  | 2  | 3   | 0,11 | 0,22 | 0    | 0     | 0    | 0     | 2  |
| -- | ------------------- | -- | -- | -- | --- | ---- | ---- | ---- | ----- | ---- | ----- | -- |